# Castello moresco
Il castello moresco di Gibilterra (in inglese Moorish Castle, in spagnolo Castillo Moresco o El Castillo) è un residuo dell'occupazione moresca di Gibilterra, durata 710 anni. L'edificio è circondato da mura fortificate e composto da vari elementi tra cui il dongione. 

## Storia
Venne costruito nel 711 quando il condottiero di origine berbera Tariq ibn Ziyad conquistò la Rocca che prese il suo nome. Successivamente il castello rimase nelle mani degli Arabi fino al 1309 quando venne occupato dalle forze del Regno di Castiglia che lo sottrassero al Sultanato di Granada. Il castello venne però nuovamente conquistato dai Merinidi nel 1333 finché nel 1462 non venne occupato dal duca di Medina Sidonia, come vassallo della Corona di Castiglia.
Nel 1552, su richiesta degli abitanti della città, il re Carlo I di Spagna inviò l'ingegnere italiano Giovanni Battista Calvi per far rinforzare le difese della città. Fu eretto un lungo bastione di difesa, ancor oggi noto con il nome di muro di Carlo V, una trincea ed un ponte levatoio, chiamato Landport (o Puerta de Tierra).
Nel corso della Guerra di successione spagnola, il 1º agosto 1704, al ritorno da una spedizione a Barcellona, una flotta anglo-olandese al comando di George Rooke, iniziò l'assedio della città chiedendo la resa incondizionata agli assediati ed il giuramento di fedeltà all'arciduca d'Austria Carlo.
È una delle maggiori attrazioni di Gibilterra e dal 1995 si trova anche sul verso delle banconote delle sterline di Gibilterra. In un'ala del castello si trova l'Her Majesty's Prison Service di Gibilterra.